# Otázka paměti (Hvězdná brána)
Otázka paměti je 22. epizoda 2. řady sci-fi seriálu Hvězdná brána.

## Příběh
Jacka probudí na základně SGC z hibernace. Sdělí mu, že je rok 2077. Na Zemi jej někdo poslal Hvězdnou bránou. Ukážou mu základnu, ale musí hodně odpočívat. Řeknou mu, že nikdo jiný z jeho týmu nepřežil. Samantha Carterová a Daniel Jackson se také probudí na základně SGC z hibernace. Řeknou jim totéž co Jackovi. Teal'c je však na skutečné základně SGC na Zemi. Zbytek týmu je na Goa'uldské lodi. Teal'ca nemohli vzít, protože symbiont by poznal, že jsou to Goa'uldi. Není rok 2077, ale 1999. Jack, si zaškrtí infuzi, ve které jsou nějaké léky na uspávání a napadne jednoho "doktora" a osvobodí se. Najde i ostatní členy týmu. Teal'c odejde zklamán na svou rodnou planetu. Zbytek SG-1 je dopaden, když zjistí, že to kde jsou je jen dokonalá replika základny. Vůdce Goa'uldů je Hathor. Pokračování - Pod palbou